# Biskupice (gmina Nowe Skalmierzyce)
Biskupice (dawniej Biskupice Smolane) – wieś w Polsce położona w województwie wielkopolskim, w powiecie ostrowskim, w gminie Nowe Skalmierzyce, nad strugą Pokrzywnica, przy zachodniej granicy Kalisza, ok. 4 km od Nowych Skalmierzyc, ok. 17 km od Ostrowa Wielkopolskiego.

## Historia
Jako osada Biskupice koło Kościelnej Wsi (wymieniane Biskupice Smolne, Smolane, Smolczone, Biskupicze i in.) wzmiankowane od 1323 roku. Wieś w 1357 roku była własnością arcybiskupów gnieźnieńskich.
W 1579 roku Biskupice były w posiadaniu podstarościego opatowskiego Mikołaja Miłaczewskiego.
Pod koniec XIX wieku we wsi było 14 domów i 115 mieszkańców.

## Przynależność administracyjna
| Biskupice | Biskupice                 | Biskupice                 | Biskupice                 |
| Okres     | Jednostka administracyjna | Jednostka administracyjna | Jednostka administracyjna |
| --------- | ------------------------- | ------------------------- | ------------------------- |
| 1975–1998 | województwo kaliskie      | –                         | gmina Nowe Skalmierzyce   |
| 1999–     | województwo wielkopolskie | powiat ostrowski          | gmina Nowe Skalmierzyce   |

- pod koniec XIX wieku (1880 r.), Biskupice przynależały administracyjnie do powiatu kaliskiego w gminie Kalisz[6].

## Komunikacja publiczna
Od początku 2023 roku Biskupice są ostatnim przystankiem linii numer 17, która dotychczas kursowała do miejscowości Kotowiecko.